# Tarim-medence

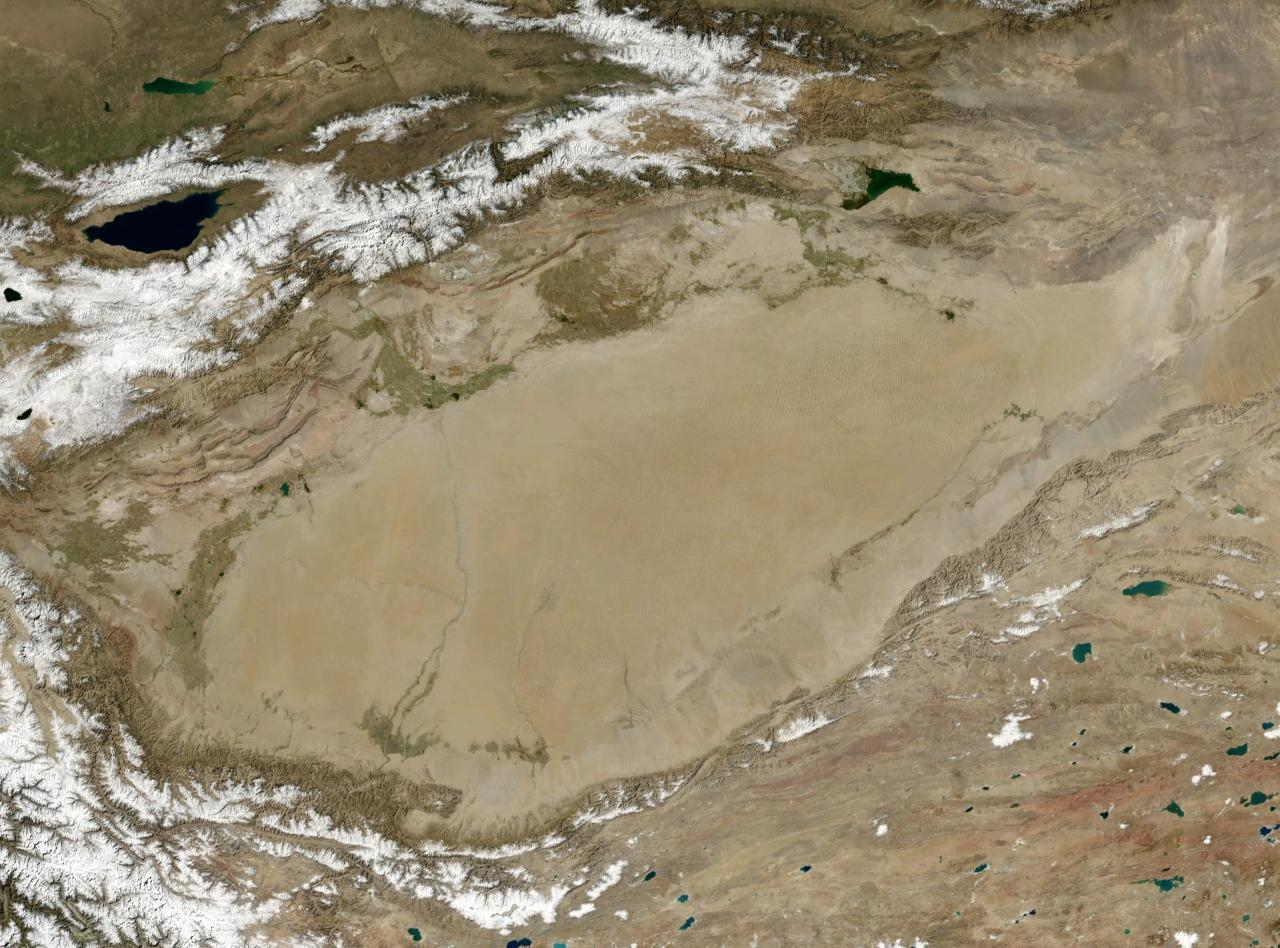
A Tarim-medence délnyugat felől, a kép bal felső sarkában az Isszik-Kul tóval

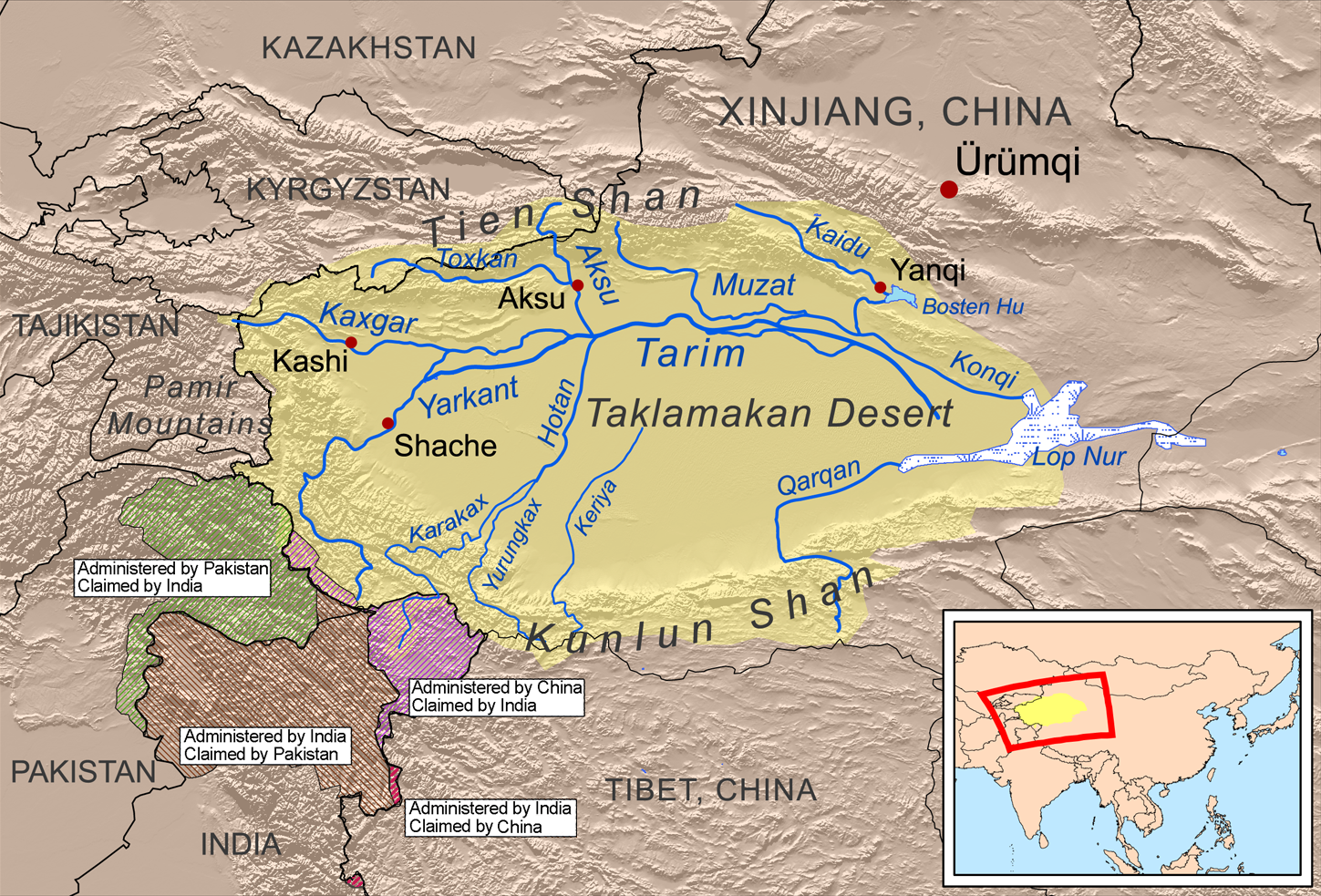
A Tarim és mellékfolyói (angol feliratokkal)

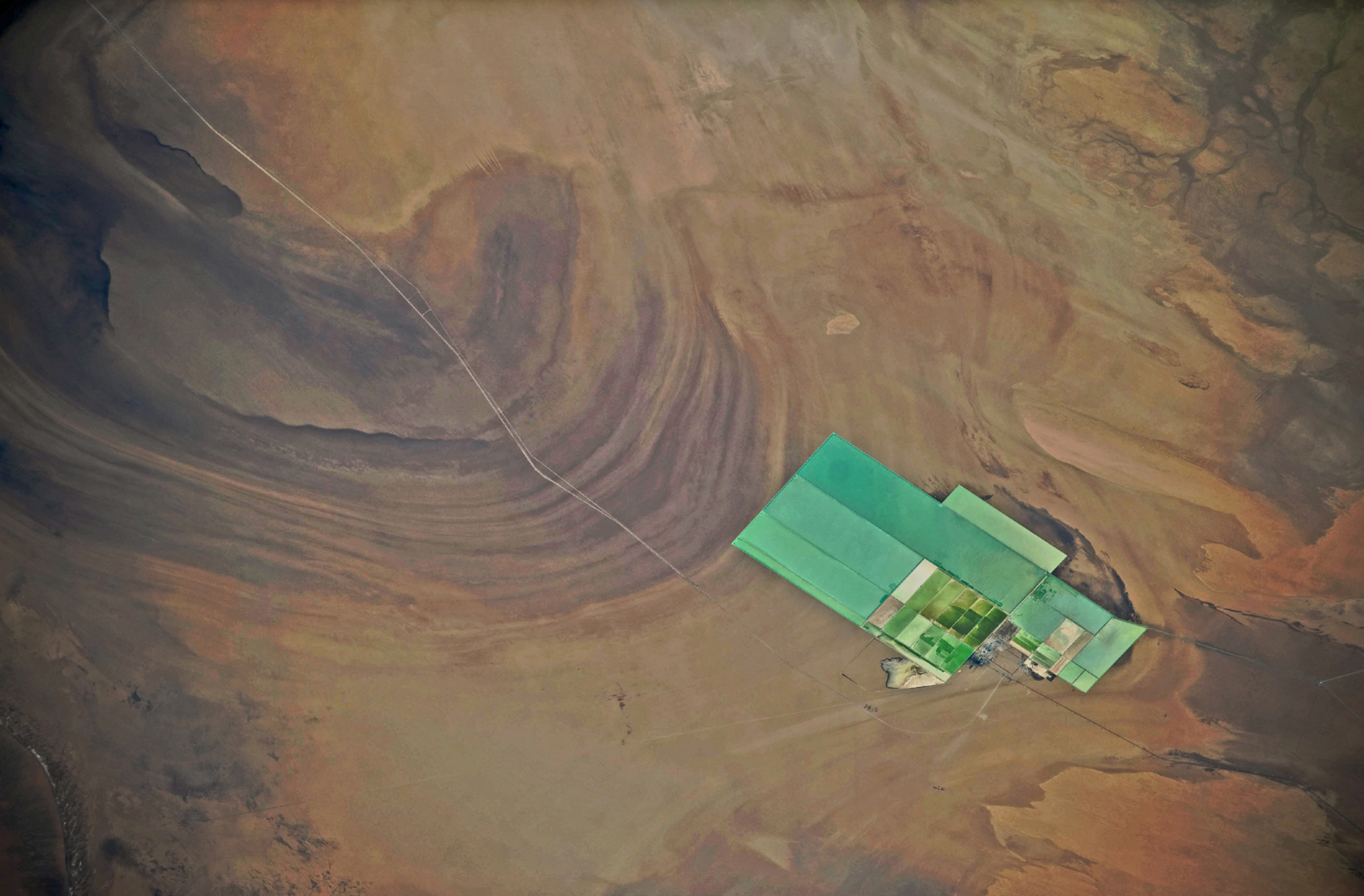
A Lop nor-tó kiszáradt medre egy évi 1,2 millió tonna kapacitású káliműtrágya gyárral

A Tarim-medence (kínaiul: Tarim Pendi) Közép-Ázsia egyik földrajzi nagytája Kína Hszincsiang tartományában.

## Földrajzi helyzete
Az 1400 km hosszú, 800 km széles, 530 000 km² területű tál alakú medencét minden oldalról 5000 m-nél magasabbra nyúló hegyláncok veszik körül:
- dél felé a Kunlun és az Altin-tag választja el a Tibeti-fennsíktól;
- nyugaton a Keleti-Pamír Tádzsikisztántól;
- északon a Tien-san vonulatai Dzsungáriától;
- keleten a Pej-hegység (Bei Shan) a Góbi sivatagtól.

## Felépítése
A medence aljzatát ősi masszívumdarab alkotja, amelyre később 8–10 km vastagságban települtek – főként szárazföldi eredetű – üledékek, legfelső szintjében a környező hegyláncok lepusztulásából származó törmeléktakaróval. A medencét gyűrű alakban széles, befelé egyre jobban ellankásodó kopár kavicstakarós hegylábfelszínek övezik, nagy hordalékkúpokkal. Itt találhatók a mai oázisok. A felszín nyugatról (1300 m) kelet (800 m) felé lejt. Központi része kietlen homoksivatag, 10-30, sőt helyenként 100–150 m magas mozgó barkánokkal, hosszanti (longitudinális) homokdűnékkel, ez a Takla-Makán. Keleti vége a sós-agyagos Lop-sivatag a kiszáradt Lop-nór tóval. A felszínbe az uralkodó északi szél jellegzetes szélbarázdákat vájt, közöttük pedig keskeny, 3–5 m magas agyaggerinceket, úgynevezett jardangokat alakított ki.

## Éghajlata
A mérsékelt övi kontinentális sivatagban a nyár forró (július 28 °C), a tél hideg (január -10 °C), az éves abszolút hőingás több mint 70 °C. Az éves csapadék kevesebb mint 100 mm; a terület nagy részén kevesebb mint 10 mm. Gyakoriak a porviharok. A tipikusan azonális, orográfiai sivatagok a tenger messzesége és a medence zárt jellege miatt alakultak ki.
Még a kevés csapadék eloszlása is szeszélyes, gyakran egyetlen felhőszakadás során hullik az évi mennyiség fele-kétharmada. Tavasszal és nyáron gyakoriak a porviharok. Növényzete szegényes, csak az egykori folyómedrek mentén találhatók nyárasok, tamariskafélék, valamint egyéb szárazság- és sótűrő növények (Sympegma regelii, Kaldium gracile, Nitraria tangutorum). Állatvilágából kiemelkedő fontosságú a háziasított kétpúpú teve és a Przsevalszkij-ló.
A medence lefolyástalan, de a környező hegyek csapadéka, hótakarója és gleccserei számos kisebb folyót táplálnak. Legjelentősebb közülük az északi peremén futó, a Jarkend-darja, és más folyók egyesüléséből keletkező, 2750 km hosszú Tarim, mely a történelmi időkben is gyakran váltogatta medrét.

## Története
A Tarim-medence peremén a történelmi ókorban és középkorban is fontos oázisgyűrű terült el, de a mainál sokkal beljebb. Évezredeken át fontos kereskedelmi útvonalak haladtak erre. A magashegységi gleccserek visszahúzódása miatt azonban csökkent a vízutánpótlás, a folyók futása rövidebb, vízhozamuk kisebb lett. A Takla-Makánt ma csak egyetlen időszakos folyó képes átszelni, a Hotan-darja, a nyár eleji hóolvadást követő egy-két hónapon keresztül; a többi folyó belevész a homoktengerbe. Egykori medrük azonban mutatja a térségben az elmúlt pár ezer évben végbement változást, ami az egykor virágzó városok pusztulását eredményezte. E „homokba temetett romvárosokat” Stein Aurél tárta fel a 19. és 20. század fordulóján.

## Lakossága, gazdasága
Főként ujgurok lakják. Az alapvetően mezőgazdaságból élő lakosság többsége a hegylábaknál kialakult oázisokban és a Tarim völgyében él. A völgyben szénhidrogénkészleteket tártak fel, kitermelésüket elkezdték.